# Sea Power
Sea Power: Naval Combat in the Missile Age, appelé également Sea Power, est un jeu vidéo développé par Triassic Games, publié par MicroProse, et sorti en accès anticipé en novembre 2024.
Il est considéré par beaucoup comme le successeur spirituel du Jane's Fleet Command (1999).

## Développement
Le développement a commencé en 2019 avec Unity comme outil de développement utilisé. Le jeu a ensuite été annoncé en décembre de la même année sur les pages Facebook et Twitter de l'entreprise. Tous les développeurs viennent de pays différents (Suède, Allemagne et Pologne respectivement).
L'un des développeurs était aussi autrefois le développeur en chef du jeu Cold Waters (2017) de Killerfish Studios.

## Système de jeu
Le jeu se déroule dans la guerre froide entre les années 60 et 80, se concentrant principalement sur le combat naval entre l'OTAN et le pacte de Varsovie dans l'Atlantique Nord. Le jeu devrait également inclure le golfe du Tonkin et le golfe Persique. Selon les développeurs, le style de jeu sera inspiré de Fleet Command de Janes et de Strike Fleet d'EA.